# Arthraxon castratus
Arthraxon castratus är en gräsart som först beskrevs av William Griffiths, och fick sitt nu gällande namn av V. Narayanaswami och Norman Loftus Bor. Arthraxon castratus ingår i släktet Arthraxon och familjen gräs. Inga underarter finns listade i Catalogue of Life.